# Ludwig Kath
Ludwig Kath (* 2. Juli 1886 in Kiel; † 1953) war ein deutscher Marinemaler.

## Leben und Werk
Kath war ein Landschafts- und Marinemaler, welcher ab 1907 die Große Berliner Kunstausstellung beschickte. Ab 1922 beteiligte er sich an Ausstellungen der Berliner Akademie und an Ausstellungen im Glaspalast München.
Er war Mitglied der Künstlerkolonie Schwalenberg, von 1921 bis 1939 Mitglied im Verein Berliner Künstler, in Karlsruhe und später auch in Berlin-Charlottenburg tätig.

## Werke (Auswahl)
- um 1920: Schleppkähne auf bewegter See, ungerahmt, Maße ca. 170 × 200 cm.[2] Öl auf Leinwand, ca. 94,5 × 100,5 cm
- Blick von der Alten Liebe in Cuxhaven, Öl auf Leinwand, 36 × 39 cm, gerahmt 45 × 48 cm.[3] Öl auf Leinwand, ca. 64 × 72,5 cm
- Segelboote in Ahlbeck,[4] Öl auf Leinwand, 40 × 45,5 cm.
- Ansicht von Runkel an der Lahn,[4] Öl auf Leinwand, 70 × 58 cm
- Hafenlandschaft mit Schleppern und Lotsenbooten am Morgen,[4] Öl auf Leinwand, 55,5 × 40,5 cm